# Noscapina
La noscapina, también conocida como narcotina es un alcaloide no narcótico de ftalido de la bencilisoquinolina derivado de la adormidera. No está incluida en el British National Formulary pero está disponible en otros países como México y España. 

## Descripción
Un polvo cristalino blanco o casi blanco o cristales incoloros. Prácticamente insoluble en agua a 20 °C, poco soluble a 100 °C; ligeramente soluble en alcohol; soluble en acetona; se disuelve en ácidos fuertes, aunque la base puede precipitarse en dilución con agua. Debe ser protegida de la luz.
La noscapina posee actividad antitusiva no narcótica, analgésica suave y potencial actividad antineoplásica.

## Uso indicado
La noscapina se emplea en casos de tos seca (que no produce esputo). Este fármaco es una alternativa a la codeína, antitusivo también derivado del opio, pero con fuerte acción sedante.
Fuera del efecto antitusivo, no posee mayor acción sobre el Sistema Nervioso Central a dosis terapéuticas.

## Modo de acción
En tos
La noscapina ejerce sus efectos antitusivos a través de la activación de los receptores opioides sigma. 
Como antineoplásico
Este agente parece ejercer su efecto antimitótico al unirse a la tubulina, lo que produce una alteración de la dinámica del ensamblaje de los microtúbulos y, posteriormente, la inhibición de la mitosis lo que provoca la muerte de la célula tumoral. Se han estudiado congéneres de la α-noscapina, entre ellas, la 9-(3-piridil) noscapina, y derivados, que se sintetizaron mediante la adición de una unidad de piridina a la parte tetrahidroisoquinolina del núcleo de α-noscapina natural y que resultaron ser más efectivas para inhibir la proliferación de una variedad de líneas celulares cancerosas. Sin embargo, los detalles de sus interacciones con su objetivo celular, la tubulina, siguen siendo poco conocidos.

## Uso en embarazo y lactancia
Embarazo
No existen estudios sobre el uso de noscapina en embarazadas.
Lactancia
La noscapina pasa a la leche materna. Aunque en cantidades pequeñas, la administración de 150 mg de noscapina conduce a una concentración de un máximo de 83 μg/l de leche. Esto representa 12.5 μg/kg diarios para el bebé, que es 0.5% de la dosis relacionada con el peso materno.
Después de los resultados experimentales, se atribuyeron a la noscapina propiedades mutagénicas.